# Parlamentní volby v Dánsku 2019
Parlamentní volby v Dánsku 2019 se konaly 5. června 2019. Zvoleno bylo všech 179 mandátů ve Folketingu, z toho 175 vyhrazených pro Dánsko, dva pro Faerské ostrovy a dva pro Grónsko, což jsou autonomní oblasti Dánska. Volby se konaly pouze deset dní po Volbách do Evropského parlamentu. V Dánsku zvítězili Sociální demokraté, kteří získali 25,9 procent hlasů a 48 mandátů ve Folketingu, na Faerských ostrovech zvítězila strana Sambandsflokkurin, která získala 28,8 procent a 1 mandát a v Grónsku zvítězila strana Inuit Ataqatigiit, která získala 33,4 procenta hlasů a 1 mandát. Celkově zaznamenaly volby úspěch "rudého bloku," tedy levicových, ekologických a sociálně liberálních stran v čele se Sociálními demokraty. Naopak propadla krajně pravicová Dánská lidová strana. "Rudý blok" pak sestavil vládu Sociálních demokratů s podporou dalších 6 stran, v čele s Matte Frederiksen.

## Výsledky

### Dánsko
V Dánsku zvítězili Sociální demokraté se 48 mandáty, kteří porazili stranu Venstre , kterou do voleb vedl současný premiér Lars Løkke Rasmussen a jež získala jen 43 mandátů. Do Folketingu se dostala ještě Dánská lidová strana a Sociální liberálové se 16 mandáty, SF se 14 mandáty, Enhedslisten se 13 mandáty a dalších 8 stran a uskupení.
|                        | Socialdemokratiet | Venstre              | DF                     | Radikale Venstre   | SF             | Enhedslisten     | DKF                | Alternativet | Nye Borgerlige   | LA               |
| ---------------------- | ----------------- | -------------------- | ---------------------- | ------------------ | -------------- | ---------------- | ------------------ | ------------ | ---------------- | ---------------- |
| Volební lídr           | Mette Frederiksen | Lars Løkke Rasmussen | Kristian Thulesen Dahl | Morten Oestergaard | Pia Olsen Dyhr | Pernille Skipper | Søren Pape Poulsen | Uffe Elbæk   | Pernille Vermund | Anders Samuelsen |
| Počet hlasů            | 914 882           | 826 161              | 308 513                | 304 714            | 272 304        | 245 100          | 233 865            | 104 278      | 83 201           | 82 270           |
| Podíl                  | 25,9 % ▼          | 23,4 % ▲             | 8,7 % ▼                | 8,6 % ▲            | 7,7 % ▲        | 6,9 % ▼          | 6,6 % ▲            | 3 % ▼        | 2,4 % ▬          | 2,3 % ▼          |
| Počet mandátů          | 48                | 43                   | 16                     | 16                 | 14             | 13               | 12                 | 5            | 4                | 4                |
| Předchozí volby (2015) | 26,3 % (47)       | 19,5 % (34)          | 21,1 % (37)            | 4,6 % (8)          | 4,2 % (7)      | 7,8 % (14)       | 3,4 % (6)          | 4,8 (9)      | nová strana      | 7,5 % (13)       |

### Faerské ostrovy
Na Faerských ostrovech, autonomním území Dánska, zvítězila strana Sambandsflokkurin, na druhém místě skončila Sociálně demokratická strana Faerských ostrovů. Obě strany dostaly po jednom mandátu. Oba faerské mandáty ve Folketingu tak získaly unionistické strany, které odmítají nezávislost Faerských ostrovů na Dánsku.
|                        | Sambandsflokkurin      | JF                  |
| ---------------------- | ---------------------- | ------------------- |
| Volební lídr           | Bárður á Steig Nielsen | Aksel V. Johannesen |
| Počet hlasů            | 7 349                  | 6 630               |
| Podíl                  | 28,3 % ▲               | 25,5 % ▲            |
| Počet mandátů          | 1                      | 1                   |
| Předchozí volby (2015) | 23,5 % (0)             | 24,3 % (1)          |

### Grónsko
V Grónsku, autonomním území Dánska své mandáty obhájily strany Inuit Ataqatigiit a Siumut. Obě tyto strany prosazují větší nezávislost Grónska na Dánsku.
|                        | Inuit Ataqatigiit | Siumut      |
| ---------------------- | ----------------- | ----------- |
| Volební lídr           | Múte Bourup Egede | Kim Kielsen |
| Počet hlasů            | 6 881             | 6 058       |
| Podíl                  | 33,4 % ▼          | 29,4 % ▼    |
| Počet mandátů          | 1                 | 1           |
| Předchozí volby (2015) | 38,5 % (1)        | 38,2 % (1)  |